# نوتس كاونتي
نادي نوتس كاونتي لكرة القدم (بالإنجليزية: Notts County Football Club)‏ هو نادٍ إنجليزي محترف لكرة القدم أسس سنة 1862 ويرتبط بمدينة نوتنغهام. يعدّ النادي من أقدم الأندية المحترفة في العالم. وقد لعب ما بين 1888 و2014 في رابطة كرة القدم 4756 مباراة، ما يرفعه لدرجة أكبر إجمالي لمباريات يخوضه فريق إنجليزي.
لعب الفريق موسم 2015-2016 في الرابطة الإنجليزية الثانية (المستوى الرابع).

## روابط خارجية
- نوتس كاونتي على BBC Sport: أخبار النادي – النتائج الحالية – المباريات القادة – إحصاءات النادي
- Club History
- Notts County Official Website
- Magpieweb website
- NCFCOSA (Official Supporters' Association)
- Notts County Supporters Trust